# Scyliorhinidae
Roussettes
Famille
Les roussettes (Scyliorhinidae) forment une famille de petits requins comportant environ 17 genres et plus de 150 espèces, ce qui en fait la plus importante famille de requins.
On les trouve dans les mers tempérées et tropicales du monde entier, depuis les très faibles profondeurs des eaux intertidales jusqu'à 2 000 mètres de profondeur ou plus, selon les espèces. Elles ne sont pas dangereuses pour les humains.
Du point de vue taxonomique, cette famille est paraphylétique (elle ne contient pas tous les descendants de son ancêtre commun).

## Description

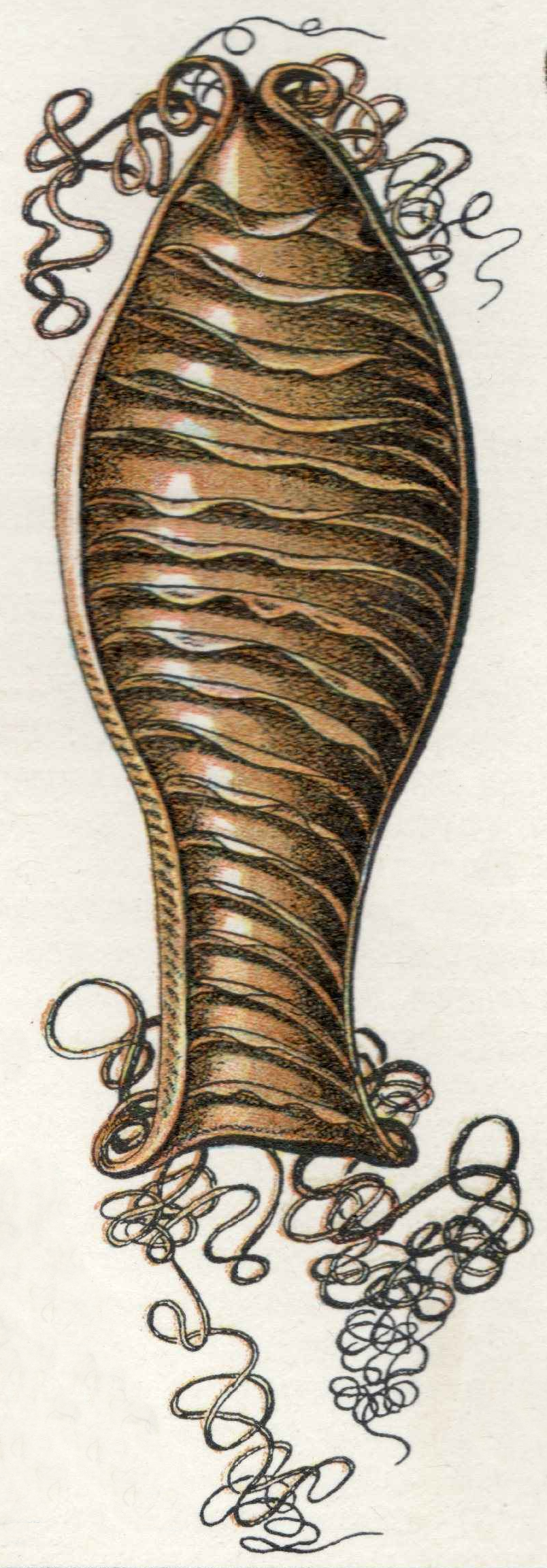
Bourses de sirènes

Les roussettes se reconnaissent, en dehors d'avoir du roux sur leur peau, par la forme allongée de leurs pupilles (« yeux de chat ») et la présence de deux petites nageoires dorsales très en arrière sur leur corps. La plupart des espèces sont assez petites, ne dépassant pas 80 cm de longueur mais quelques-unes, telles la Grande roussette peuvent atteindre 1,5 m de longueur. La plupart des espèces ont des motifs sur leur peau, allant de larges rayures à de simples taches. Elles se nourrissent d'invertébrés et de petits poissons. Certaines espèces sont ovovivipares mais la plupart pondent des œufs enfermés dans des capsules allongées transparentes terminées par des filaments spiralés à chaque extrémité, ce qui leur permet de s'accrocher à la végétation et de ne pas être emportés par le courant. Ces œufs connus sous le nom  de « bourses de sirènes » permettent de suivre le développement de l'embryon pendant toute son incubation.
Les holbiches du genre Cephaloscyllium ont la curieuse capacité de remplir leur estomac avec de l'eau ou de l'air lorsqu'elles se sentent menacées, multipliant ainsi leur circonférence par un facteur 2 ou 3.

## Aquariophilie
Le Chien de mer marbré (Atelomycterus macleayi) est une espèce très appréciée des aquariophiles amateurs car sa longueur dépasse rarement 60 centimètres. Le Chien corail (Atelomycterus marmoratus) est cependant l'espèce la plus courante de requins dans les aquariums à domicile.

## Liste des genres
| Selon World Register of Marine Species (20 janvier 2015) : - genre Atelomycterus Garman, 1913 - genre Aulohalaelurus Fowler, 1934 - genre Bythaelurus Compagno, 1988 - genre Cephaloscyllium Gill, 1862 - genre Figaro Whitley, 1928 - genre Haploblepharus Garman, 1913 - genre Poroderma Smith, 1838 - genre Schroederichthys Springer, 1966 - genre Scyliorhinus Blainville, 1816 | Selon FishBase (20 janvier 2015) : - genre Apristurus - genre Asymbolus - genre Atelomycterus - genre Aulohalaelurus - genre Bythaelurus - genre Cephaloscyllium - genre Cephalurus - genre Figaro - genre Galeus - genre Halaelurus - genre Haploblepharus - genre Holohalaelurus - genre Parmaturus - genre Pentanchus - genre Poroderma - genre Schroederichthys - genre Scyliorhinus | Selon ITIS (20 janvier 2015) : - genre Apristurus Garman, 1913 - genre Asymbolus Whitley, 1939 - genre Atelomycterus Garman, 1913 - genre Aulohalaelurus Fowler, 1934 - genre Cephaloscyllium Gill, 1862 - genre Cephalurus Bigelow & Schroeder, 1941 - genre Galeus Rafinesque, 1810 - genre Halaelurus Gill, 1862 - genre Haploblepharus Garman, 1913 - genre Holohalaelurus Fowler, 1934 - genre Parmaturus Garman, 1906 - genre Pentanchus Smith & Radcliffe in Smith, 1912 - genre Poroderma Smith, 1838 - genre Schroederichthys Springer, 1966 - genre Scyliorhinus Blainville, 1816 |

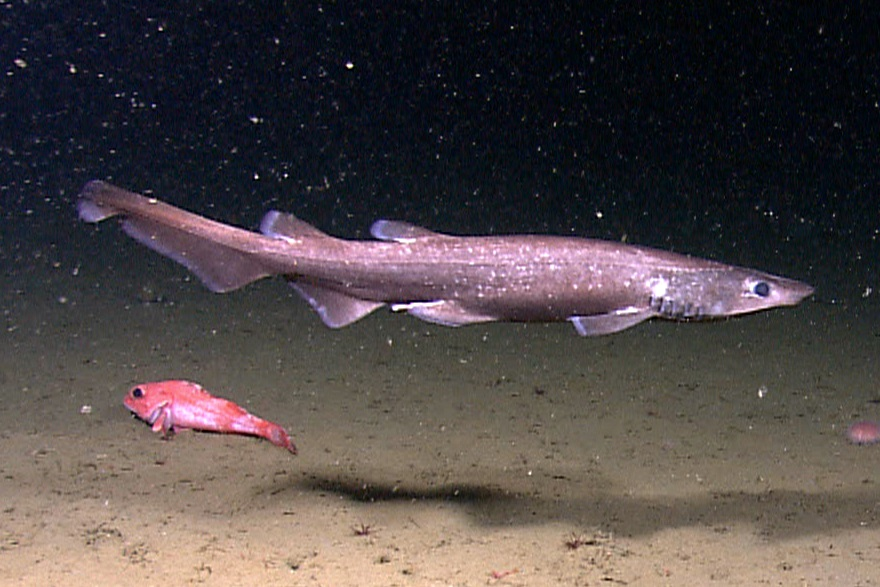
Apristurus laurussonii
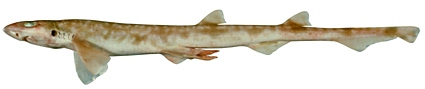
Asymbolus parvus
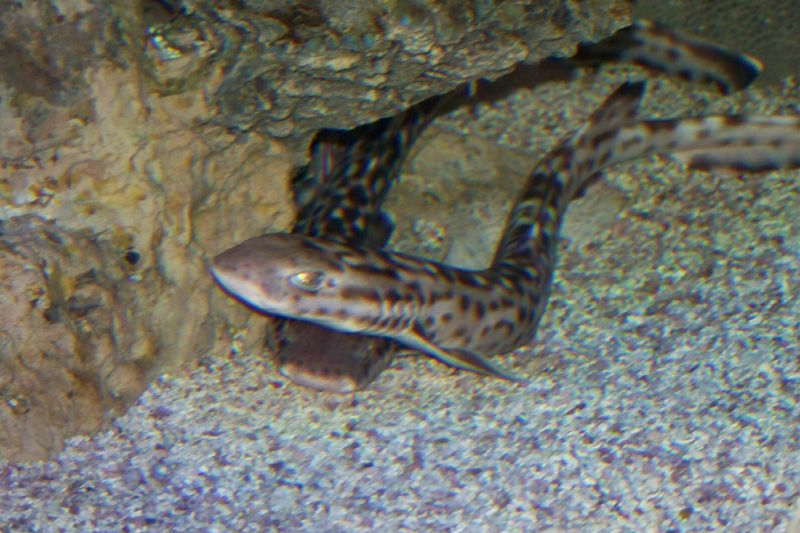
Atelomycterus marmoratus
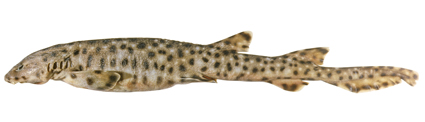
Aulohalaelurus labiosus
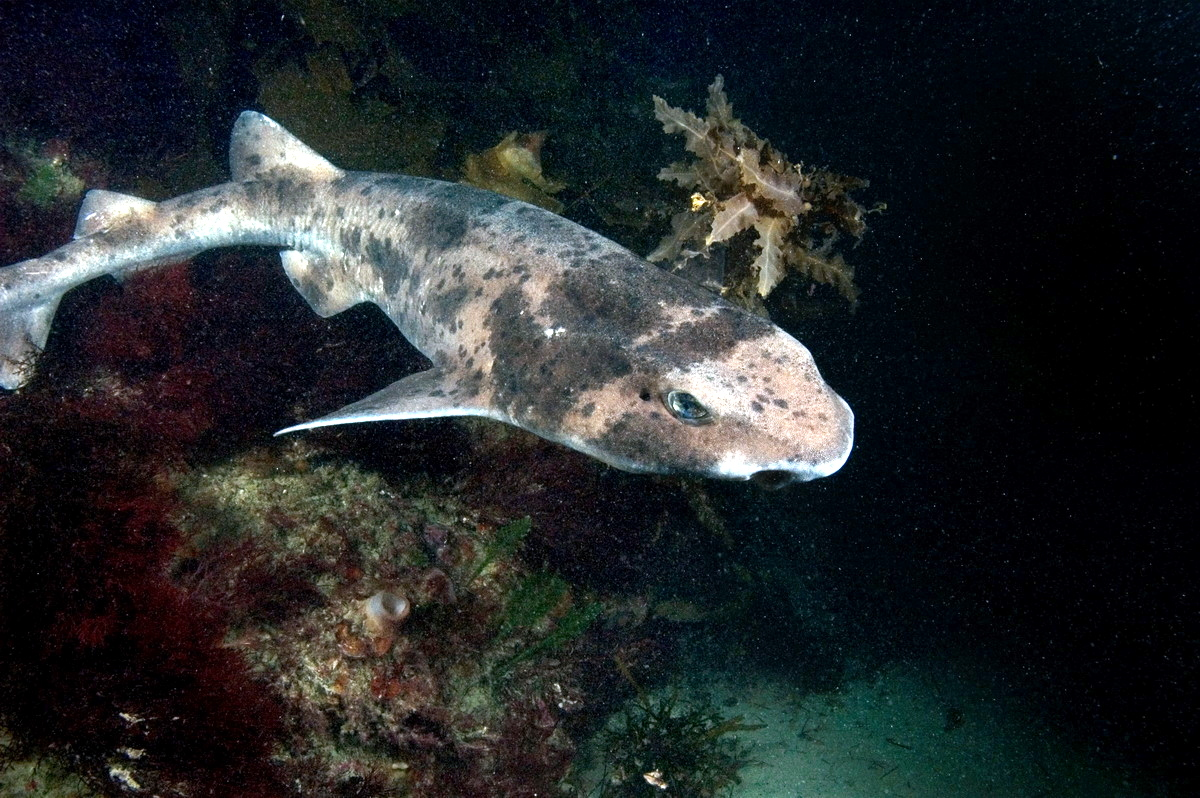
Cephaloscyllium laticeps
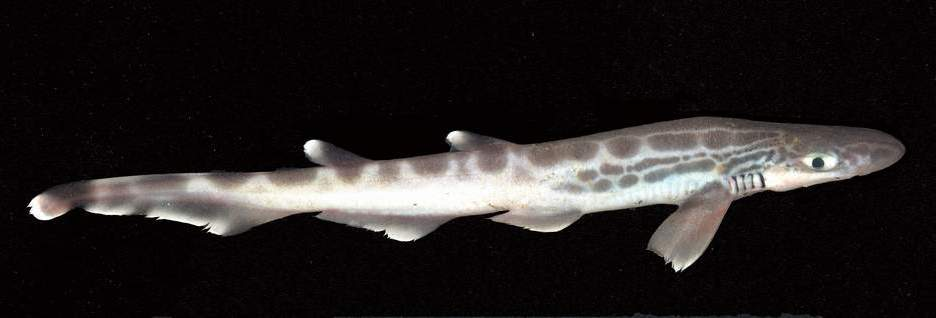
Galeus melastomus
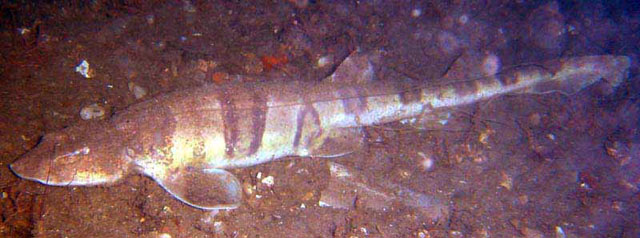
Halaelurus natalensis
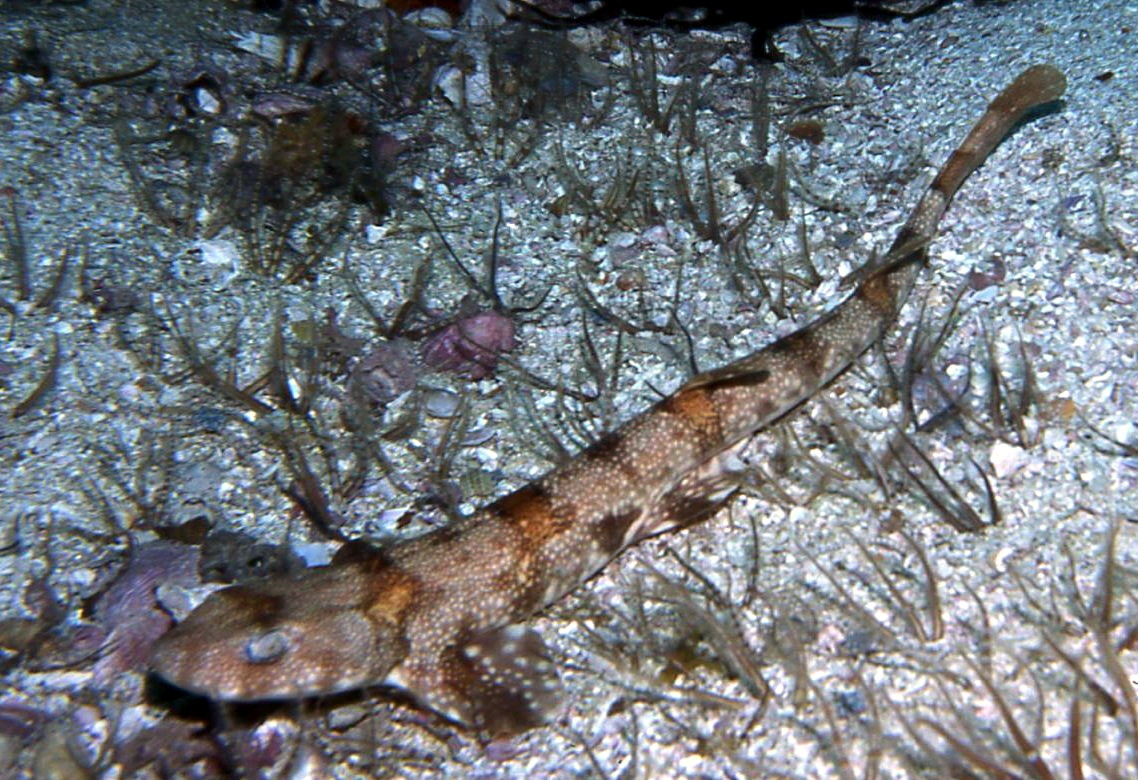
Haploblepharus edwardsii
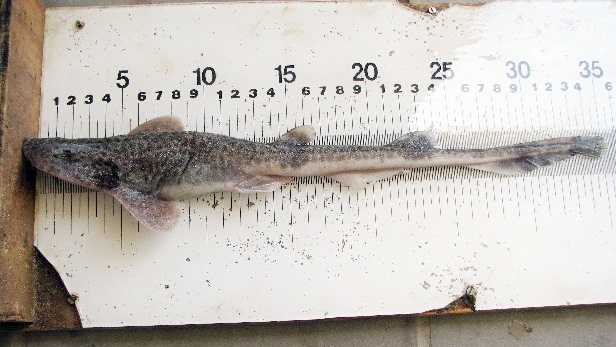
Holohalaelurus regani
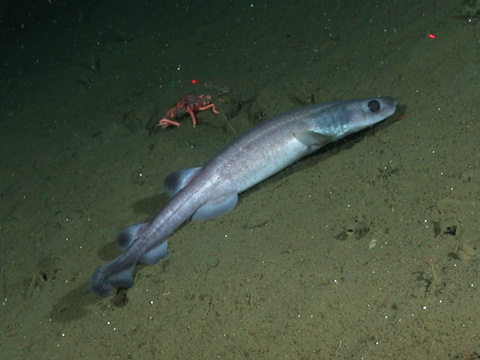
Parmaturus xaniurus
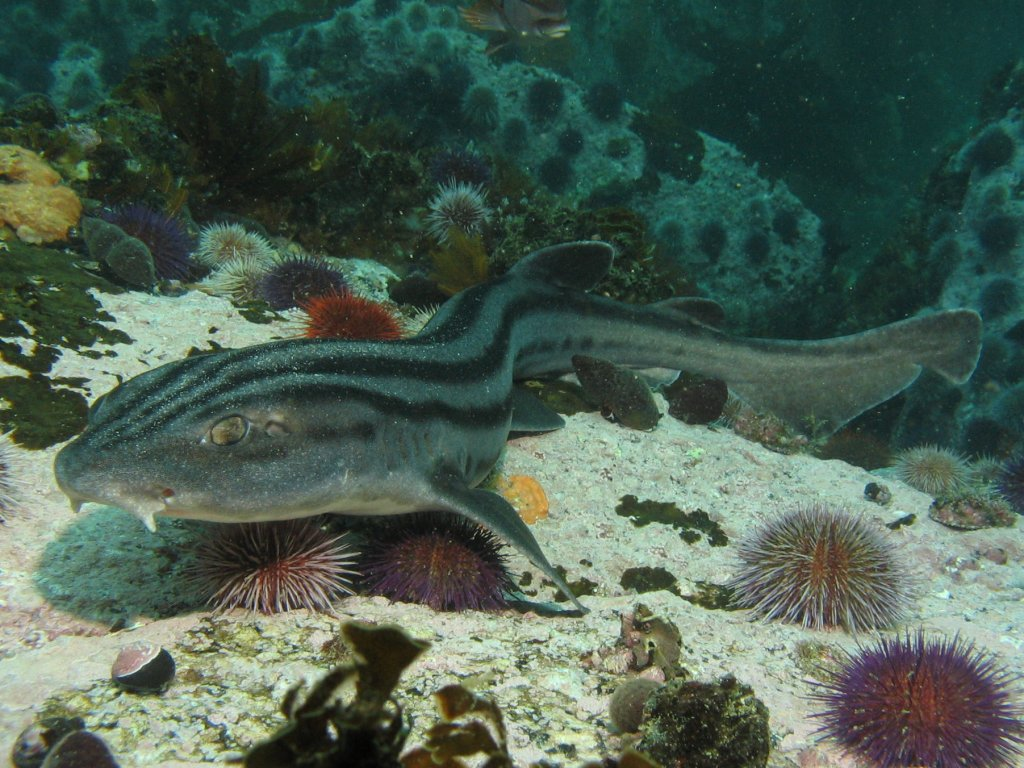
Poroderma africanum
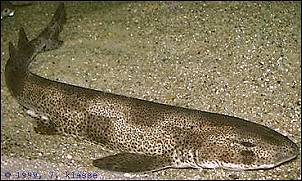
Scyliorhinus canicula